# Ларин, Сергей Юрьевич
Сергей Юрьевич Ларин (22 июля 1986, Алма-Ата, Казахская ССР, СССР) — казахстанский футболист, полузащитник.

## Карьера

### Клубная
Воспитанник алматинского футбола. Футбольную карьеру начинал в составе клуба «Алма-Ата».
В 2019 году перешёл в клуб «Локомотив» Астана.
В 2010 году подписал контракт с клубом «Атырау».

### В сборной
2005—2008 годах выступал за сборную Казахстана, провёл 26 матча.

## Достижения
«Алма-Ата»
- Обладатель Кубка Казахстана: 2006
- Финалист Кубка Казахстана: 2008

## Клубная статистика
| Игровая карьера | Игровая карьера | Игровая карьера | Лига | Лига | Кубок | Кубок | Межд. | Межд. | Др. | Др. |
| --------------- | --------------- | --------------- | ---- | ---- | ----- | ----- | ----- | ----- | --- | --- |
| 2004            | Алма-Ата        | А               | 30   | 0    | 2     | 0     | —     | —     | —   | —   |
| 2005            | Алма-Ата        | А               | 25   | 0    | 2     | 0     | —     | —     | —   | —   |
| 2006            | Алма-Ата        | А               | 28   | 0    | 7     | 0     | —     | —     | —   | —   |
| 2007            | Алма-Ата        | А               | 21   | 4    | —     | —     | 2     | 1     | —   | —   |
| 2008            | Алма-Ата        | А               | 26   | 1    | 5     | 2     | —     | —     | —   | —   |